# Bright Addae
Bright Christopher Addae (Wa, 19 dicembre 1992) è un calciatore ghanese, centrocampista del Nardò.

## Carriera

### Club
Nato a Wa, in Ghana, ha iniziato la sua carriera con l'All Stars.
Nel novembre 2009 è stato annunciato il suo trasferimento al Parma a partire dall'estate del 2010. Con i Ducali ha firmato un contratto di quattro anni.
Nel gennaio 2011 è stato ceduto in prestito al club spagnolo Terrassa fino al termine della stagione.
Per la stagione 2012-2013 veste la maglia del Crotone. Il debutto con i rossoblu è avvenuto il 12 agosto 2012 durante la partita Crotone-Virtus Lanciano, vinta 3-2 dalla squadra pitagorica.
Per la stagione 2013-2014 viene mandato in prestito al Gorica. Tuttavia non trova molto spazio in squadra e, nel gennaio del 2014, ritorna al Parma che lo manda, sempre in prestito, al Gubbio fino al termine della stagione.
Nel luglio del 2014 viene ceduto all'Ascoli, col quale firma un contratto biennale con opzione per il terzo anno. Nella partita d'esordio in Coppa Italia Lega Pro segna un gol, il suo primo in maglia bianconera. Nel 2015-2016 disputa con la maglia dell'Ascoli Picchio il campionato di serie B dove sigla il suo primo gol durante la partita Ascoli-Spezia (3-0).
Il 1º luglio 2019 firma un contratto biennale con la Juve Stabia società neo-promossa in Serie B. Il 13 dicembre successivo, sigla la sua prima rete con le vespe nella partita vinta per 3-2 in trasferta contro il Chievo..
Il 29 dicembre 2021, dopo una breve parentesi a Lavello, diventa un calciatore del Bitonto.

### Nazionale
Con la nazionale ghanese under-20 ha vinto il mondiale di categoria disputatosi in Egitto nel 2009.
L'11 agosto 2010 esordisce in nazionale maggiore, nell'amichevole contro il Sudafrica, entrando all'83º al posto di Lee Addy.

## Statistiche

### Presenze e reti nei club
Statistiche aggiornate al 18 maggio 2024.
| Stagione        | Squadra         | Campionato      | Campionato | Campionato | Coppe nazionali | Coppe nazionali | Coppe nazionali | Coppe continentali | Coppe continentali | Coppe continentali | Altre coppe | Altre coppe | Altre coppe | Totale | Totale |
| Stagione        | Squadra         | Comp            | Pres       | Reti       | Comp            | Pres            | Reti            | Comp               | Pres               | Reti               | Comp        | Pres        | Reti        | Pres   | Reti   |
| --------------- | --------------- | --------------- | ---------- | ---------- | --------------- | --------------- | --------------- | ------------------ | ------------------ | ------------------ | ----------- | ----------- | ----------- | ------ | ------ |
| 2012-2013       | Crotone         | B               | 12         | 1          | CI              | 2               | 0               | -                  | -                  | -                  | -           | -           | -           | 14     | 1      |
| 2013-gen. 2014  | Gorica          | 1.SNL           | 3          | 0          | CS              | 3               | 0               | -                  | -                  | -                  | -           | -           | -           | 6      | 0      |
| gen.-giu. 2014  | Gubbio          | 1D              | 11         | 2          | CI+CI-LP        | 0               | 0               | -                  | -                  | -                  | -           | -           | -           | 11     | 2      |
| 2014-2015       | Ascoli          | LP              | 32+1       | 4          | CI-LP           | 4               | 1               | -                  | -                  | -                  | -           | -           | -           | 37     | 5      |
| 2015-2016       | Ascoli          | B               | 32         | 2          | CI              | 1               | 0               | -                  | -                  | -                  | -           | -           | -           | 33     | 2      |
| 2016-2017       | Ascoli          | B               | 30         | 0          | CI              | 0               | 0               | -                  | -                  | -                  | -           | -           | -           | 30     | 0      |
| 2017-2018       | Ascoli          | B               | 32+1       | 1          | CI              | 2               | 0               | -                  | -                  | -                  | -           | -           | -           | 35     | 1      |
| 2018-2019       | Ascoli          | B               | 27         | 1          | CI              | 1               | 0               | -                  | -                  | -                  | -           | -           | -           | 28     | 1      |
| Totale Ascoli   | Totale Ascoli   | Totale Ascoli   | 153+2      | 8          |                 | 8               | 1               |                    | -                  | -                  |             | -           | -           | 163    | 9      |
| 2019-2020       | Juve Stabia     | B               | 28         | 2          | CI              | 1               | 0               | -                  | -                  | -                  | -           | -           | -           | 29     | 2      |
| 2020-2021       | Hermannstadt    | Liga I          | 21+8       | 2          | CR              | 1               | 0               | -                  | -                  | -                  | -           | -           | -           | 30     | 2      |
| 2021-gen. 2022  | Lavello         | D               | 6          | 0          | CI-D            | 0               | 0               | -                  | -                  | -                  | -           | -           | -           | 6      | 0      |
| gen.-giu. 2022  | Bitonto         | D               | 29+2       | 2          | CI-D            | 0               | 0               | -                  | -                  | -                  | -           | -           | -           | 31     | 2      |
| 2022-gen. 2023  | Cjarlins Muzane | D               | 11         | 0          | CI-D            | 2               | 0               | -                  | -                  | -                  | -           | -           | -           | 13     | 0      |
| gen.-giu. 2023  | Nardò           | D               | 19+2       | 5          | CI-D            | 0               | 0               | -                  | -                  | -                  | -           | -           | -           | 21     | 5      |
| 2023-2024       | Nardò           | D               | 26+1       | 1          | CI-D            | 1               | 0               | -                  | -                  | -                  | -           | -           | -           | 28     | 1      |
| Totale Nardò    | Totale Nardò    | Totale Nardò    | 45+3       | 6          |                 | 1               | 0               |                    | -                  | -                  |             | -           | -           | 49     | 6      |
| Totale carriera | Totale carriera | Totale carriera | 319+15     | 23         |                 | 18              | 1               |                    | -                  | -                  |             | -           | -           | 352    | 24     |

### Cronologia presenze e reti in nazionale
| Cronologia completa delle presenze e delle reti in nazionale ― Ghana | Cronologia completa delle presenze e delle reti in nazionale ― Ghana | Cronologia completa delle presenze e delle reti in nazionale ― Ghana | Cronologia completa delle presenze e delle reti in nazionale ― Ghana | Cronologia completa delle presenze e delle reti in nazionale ― Ghana | Cronologia completa delle presenze e delle reti in nazionale ― Ghana | Cronologia completa delle presenze e delle reti in nazionale ― Ghana | Cronologia completa delle presenze e delle reti in nazionale ― Ghana |
| Data                                                                 | Città                                                                | In casa                                                              | Risultato                                                            | Ospiti                                                               | Competizione                                                         | Reti                                                                 | Note                                                                 |
| -------------------------------------------------------------------- | -------------------------------------------------------------------- | -------------------------------------------------------------------- | -------------------------------------------------------------------- | -------------------------------------------------------------------- | -------------------------------------------------------------------- | -------------------------------------------------------------------- | -------------------------------------------------------------------- |
| 11-8-2010                                                            | Johannesburg                                                         | Sudafrica                                                            | 1 – 0                                                                | Ghana                                                                | Amichevole                                                           | -                                                                    | 83’                                                                  |
| Totale                                                               |                                                                      | Presenze                                                             | 1                                                                    |                                                                      | Reti                                                                 | 0                                                                    |                                                                      |

## Palmarès

### Nazionale
- Campionato mondiale Under-20: 1

Egitto 2009